# Robot Unicorn Attack
Robot Unicorn Attack är ett datorspel till plattformen Adobe Flash där spelaren styr en enhörning (engelska unicorn) för att få den att undvika hinder. Spelet tillverkades av Spiritonin Media Games och släpptes i februari 2010 av Adult Swim.